# Cistella mali
Cistella mali är en svampart som först beskrevs av Rehm, och fick sitt nu gällande namn av John Axel Nannfeldt 1932. Cistella mali ingår i släktet Cistella och familjen Hyaloscyphaceae.   Inga underarter finns listade i Catalogue of Life.